# Kapliczka Jasińskich
Kapliczka Jasińskich w Gorcach – tradycyjna kapliczka przydrożna zlokalizowana na bocznym grzbiecie odchodzącym od pasma Gorca na południe. Znajduje się na wysokości ok. 950 m n.p.m. na polanie Zoniowskie (na niektórych mapach oznaczonej jako Kosarzyska), nad przysiółkiem Ochotnicy Górnej – Jaszcze, bezpośrednio przy żółtym szlaku turystycznym z Ochotnicy Górnej na Przysłop.
Kapliczka została ufundowana w roku 1999 przez Dorotę i Radosława Jasińskich jako wotum za otrzymane łaski i hołd dla piękna polskich gór. Wyświęcona w październiku tego samego roku przez ówczesnego proboszcza parafii Ochotnica Górna ks. Leopolda Misterkę.
Inspiracją dla projektu kapliczki była najstarsza gorczańska kapliczka – Bulandowa Kapliczka z polany Jaworzyny Kamienieckiej. Kapliczka Jasińskich stoi na ziemi podarowanej przez Rozalię Czajkę z Ochotnicy Górnej, a wykonana została przez Jana Wójciaka i Mariana Krzyśko z Jaszcz, z tradycyjnych lokalnych materiałów: korpus z kamienia (otynkowany), a dach kryty gontem. Krzyż i krata zostały ręcznie wykute przez kowala artystę Romana Czernieca z Wojciechowa. Rzeźba Chrystusa Frasobliwego wykonana z lipowego drewna jest dziełem artysty rzeźbiarza Tomasza Dudzika z Lublina. W roku 2020, nowy modrzewiowy gont został położony przez Stanisława Giemzika z Ochotnicy.
Kapliczka odwiedzana jest zarówno przez turystów jak i mieszkańców Ochotnicy, szczególnie w rocznicę poświęcenia, która przypada w pierwszą sobotę października.

## Szlaki turystyki pieszej
– żółty z Ochotnicy Górnej, doliną potoku Jamne, obok Gorczańskiej Chaty, przez Kosarzyska i Przysłop Dolny na grzbiet pasma Gorca, do połączenia ze szlakiem zielonym na Gorc.
- Czas przejścia od skrzyżowania dróg w Ochotnicy Górnej do Gorczańskiej Chaty 1:45 h, ↓ 1:15 h, deniwelacja 240 m.
- Czas przejścia od Gorczańskiej Chaty do skrzyżowania szlaków na Przysłopie Dolnym 1:40 h, ↓ 1 h, deniwelacja 360 m.